# Dyskografia Ghostface Killah
Dyskografia Ghostface Killah amerykańskiego rapera, urodzonego w 1970 roku w Nowym Jorku członka grupy Wu-Tang Clan obejmuje piętnaście albumów studyjnych, sześć albumów kompilacyjnych, sześć projektów kolaboracyjnych oraz 32 single.
Ghostface Killah zadebiutował w 1993 roku z grupą Wu-Tang Clan płytą Enter the Wu-Tang (36 Chambers), jednak pierwszy solowy album Ironman wydał dopiero w 1996 roku nakładem wytwórni Epic Records. Wydawnictwo zadebiutowało na 2. miejscu notowania Billboard 200 oraz na 1. miejscu listy Top R&B/Hip-Hop Albums, zdobywając status platynowej płyty. Drugi studyjny album rapera Supreme Clientele ukazał się w 25 stycznia 2000 roku i zadebiutował na 7. miejscu notowania Billboard 200.

## Albumy studyjne
| Rok  | Informacje                                                                                                   | Notowania | Notowania | Notowania | Certyfikat      | Sprzedaż       |
| Rok  | Informacje                                                                                                   | USA 200   | USA R&B   | USA Rap   | Certyfikat      | Sprzedaż       |
| ---- | --- | --------- | --------- | --------- | --------------- | -------------- |
| 1996 | Ironman - Data wydania: 29 października 1996 - Wytwórnia: Razor Sharp, Epic Records                          | 2         | 1         | —         | - RIAA: platyna | - USA: 953 000 |
| 2000 | Supreme Clientele - Data wydania: 25 stycznia 2000 - Wytwórnia: Razor Sharp, Epic, SME Records               | 7         | 2         | —         | - RIAA: złoto   | - USA: 657 000 |
| 2001 | Bulletproof Wallets - Data wydania: 13 listopada 2001 - Wytwórnia: Epic Records                              | 34        | 2         | —         |                 | - USA: 297 000 |
| 2004 | The Pretty Toney Album - Data wydania: 20 kwietnia 2004 - Wytwórnia: Def Jam Recordings                      | 6         | 4         | 1         |                 | - USA: 346 000 |
| 2006 | Fishscale - Data wydania: 28 marca 2006 - Wytwórnia: Def Jam Recordings                                      | 4         | 2         | 2         |                 | - USA: 339 000 |
| 2006 | More Fish - Data wydania: 19 grudnia 2006 - Wytwórnia: Def Jam Recordings                                    | 71        | 13        | 6         |                 | - USA: 109 000 |
| 2007 | The Big Doe Rehab - Data wydania: 4 grudnia 2007 - Wytwórnia: Def Jam Recordings                             | 41        | 8         | 5         |                 | - USA: 117 000 |
| 2009 | Ghostdini: Wizard of Poetry in Emerald City - Data wydania: 29 września 2009 - Wytwórnia: Def Jam Recordings | 28        | 6         | 3         |                 | - USA: 64 000  |
| 2010 | Apollo Kids - Data wydania: 21 grudnia 2010 - Wytwórnia: Def Jam Recordings                                  | 120       | 28        | 10        |                 | - USA: 47 000  |
| 2013 | Twelve Reasons to Die - Data wydania: 16 kwietnia 2013 - Wytwórnia: Soul Temple Records                      | 27        | 7         | 6         |                 | - USA: 23 000  |
| 2014 | 36 Seasons - Data wydania: 9 grudnia 2014 - Wytwórnia: Tommy Boy Records                                     | 94        | 10        | 6         |                 |                |
| 2015 | Twelve Reasons to Die II - Data wydania: 10 lipca 2015 - Wytwórnia: Linear Labs                              | —         | 14        | 8         |                 |                |
| 2019 | Ghostface Killahs - Data wydania: 13 września 2019 - Wytwórnia: Music Generation Corp                        | —         | —         | —         |                 |                |
| 2024 | Set The Tone (Guns & Roses) - Data wydania: 10 maja 2024 - Wytwórnia: Mass Appeal                            | —         | —         | —         |                 |                |
| 2025 | Supreme Clientele 2 - Data wydania: 22 sierpnia 2025 - Wytwórnia: Mass Appeal                                | —         | —         | —         |                 |                |

## Albumy kolaboracyjne
| Rok  | Informacje                                                                                                   | Notowania | Notowania | Notowania | Sprzedaż      |
| Rok  | Informacje                                                                                                   | USA 200   | USA R&B   | USA Rap   | Sprzedaż      |
| ---- | --- | --------- | --------- | --------- | ------------- |
| 2004 | 718 (z Theodore Unit) - Data wydania: 3 sierpnia 2004 - Wytwórnia: Sure Shot Records                         | —         | 66        | —         |               |
| 2005 | Put It on the Line (z Trife Diesel) - Data wydania: 22 listopada 2005 - Wytwórnia: Starks Enterprise         | —         | —         | —         |               |
| 2008 | Sniperlite EP (z J Dilla oraz MF Doom) - Data wydania: 1 października 2008 - Wytwórnia: Stones Throw Records | —         | —         | —         |               |
| 2010 | Wu-Massacre (jako Meth, Ghost & Rae) - Data wydania: 30 marca 2010 - Wytwórnia: Def Jam Recordings           | 12        | 6         | 2         | - USA: 64 000 |
| 2012 | Wu Block (z Sheek Louch) - Data wydania: 27 listopada 2012 - Wytwórnia: E1 Music                             | 90        | 15        | 9         | - USA: 13 000 |
| 2015 | Sour Soul (z BadBadNotGood) - Data wydania: 23 lutego 2015 - Wytwórnia: Lex Records                          | 109       | 9         | 6         |               |
| 2019 | Czarface Meets Ghostface (z Czarface) - Data wydania: 15 lutego 2019 - Wytwórnia: Silver Age                 | —         | —         | —         |               |

## Kompilacje
| Rok  | Informacje                                                                                  | Notowania | Notowania | Notowania |
| Rok  | Informacje                                                                                  | USA 200   | USA R&B   | USA Rap   |
| ---- | ------------------------------------------------------------------------------------------- | --------- | --------- | --------- |
| 2003 | Shaolin’s Finest - Data wydania: 1 kwietnia 2003 - Wytwórnia: Epic Records                  | —         | —         | —         |
| 2007 | Hidden Darts: Special Edition - Data wydania: 13 marca 2007 - Wytwórnia: Starks Enterprises | —         | —         | —         |
| 2008 | The Wallabee Champ - Data wydania: 25 marca 2008 - Wytwórnia: Def Jam Recordings            | —         | 84        | —         |
| 2008 | GhostDeini the Great - Data wydania: 16 grudnia 2008 - Wytwórnia: Def Jam Recordings        | —         | 43        | —         |
| 2014 | Best of Ghostface Killah - Data wydania: 27 maja 2014 - Wytwórnia: Def Jam Recordings       | —         | —         | —         |

## Single
| Rok  | Utwór                                                                       | Notowanie | Notowanie | Notowanie | Notowanie | Album                                       |
| Rok  | Utwór                                                                       | USA 100   | USA R&B   | USA Rap   | Top UK    | Album                                       |
| ---- | --------------------------------------------------------------------------- | --------- | --------- | --------- | --------- | ------------------------------------------- |
| 1996 | „All That I Got Is You" (gośc. Mary J. Blige)                               | —         | —         | —         | 11        | Ironman                                     |
| 1996 | „Daytona 500" (gośc. Raekwon, Cappadonna)                                   | —         | —         | —         | —         | Ironman                                     |
| 1999 | „Apollo Kids" (gośc. Raekwon)                                               | —         | 121       | 32        | —         | Supreme Clientele                           |
| 2000 | „Cherchez LaGhost" (gośc. U-God)                                            | 98        | 42        | 3         | —         | Supreme Clientele                           |
| 2001 | „Never Be the Same Again" (gośc. Raekwon, Carl Thomas)                      | —         | 65        | 21        | —         | Bulletproof Wallets                         |
| 2001 | „Ghost Showers"                                                             | —         | 77        | 11        | —         | Bulletproof Wallets                         |
| 2003 | „Guerilla Hood" (z Theodore Unit)                                           | —         | —         | —         | —         | 718                                         |
| 2004 | „Tush" (gośc. Missy Elliott)                                                | —         | —         | —         | 34        | The Pretty Toney Album                      |
| 2004 | „Run" (gośc. Jadakiss)                                                      | —         | —         | —         | —         | The Pretty Toney Album                      |
| 2005 | „Milk Em'" (z Trife da God, gośc. Strange Fruit Project)                    | —         | —         | —         | —         | Put It on the Line                          |
| 2005 | „Be Easy                                                                    | —         | 91        | —         | —         | Fishscale                                   |
| 2006 | „Back Like That" (gośc. Ne-Yo)                                              | 61        | 14        | 11        | 46        | Fishscale                                   |
| 2007 | „We Celebrate" (gośc. Kid Kapri)                                            | —         | —         | —         | —         | The Big Doe Rehab                           |
| 2009 | „Baby" (gośc. Raheem DeVaughn)                                              | —         | —         | —         | —         | Ghostdini: Wizard of Poetry in Emerald City |
| 2009 | „Forever"                                                                   | —         | —         | —         | —         | Ghostdini: Wizard of Poetry in Emerald City |
| 2009 | „Let’s Stop Playin" (gośc. John Legend)                                     | —         | —         | —         | —         | Ghostdini: Wizard of Poetry in Emerald City |
| 2009 | „Guest House" (gośc. Fabolous)                                              | —         | —         | —         | —         | Ghostdini: Wizard of Poetry in Emerald City |
| 2010 | „Our Dreams" (jako Meth, Ghost & Rae)                                       | —         | —         | —         | —         | Wu-Massacre                                 |
| 2010 | „Mef vs. Chef 2" (jako Meth, Ghost & Rae)                                   | —         | —         | —         | —         | Wu-Massacre                                 |
| 2010 | „Miranda" (jako Meth, Ghost & Rae)                                          | —         | —         | —         | —         | Wu-Massacre                                 |
| 2010 | „Dangerous" (jako Meth, Ghost & Rae)                                        | —         | —         | —         | —         | Wu-Massacre                                 |
| 2010 | „2getha Baby"                                                               | —         | —         | —         | —         | Apollo Kids                                 |
| 2012 | „Union Square" (z Sheek Louch)                                              | —         | —         | —         | —         | Wu Block                                    |
| 2013 | „Murder Spree" (gośc. U-God, Inspectah Deck, Masta Killa, Killa Sin)        | —         | —         | —         | —         | Twelve Reasons to Die                       |
| 2014 | „Love Don't Live Here No More" (gośc. Kandace Springs)                      | —         | —         | —         | —         | 36 Seasons                                  |
| 2014 | „The Battlefield" (gośc. Kool G Rap, AZ, Tre Williams)                      | —         | —         | —         | —         | 36 Seasons                                  |
| 2014 | „Double Cross" (gośc. AZ)                                                   | —         | —         | —         | —         | 36 Seasons                                  |
| 2014 | „Blood in the Streets" (gośc. AZ)                                           | —         | —         | —         | —         | 36 Seasons                                  |
| 2014 | „Six Degrees" (z BadBadNotGood, gośc. Danny Brown)                          | —         | —         | —         | —         | Sour Soul                                   |
| 2014 | „Tone’s Rap" (z BadBadNotGood)                                              | —         | —         | —         | —         | Sour Soul                                   |
| 2014 | „Gunshowers" (z BadBadNotGood, gośc. Elzhi)                                 | —         | —         | —         | —         | Sour Soul                                   |
| 2015 | „Ray Gun" (z BadBadNotGood, gośc. MF Doom)                                  | —         | —         | —         | —         | Sour Soul                                   |
| 2018 | „Saigon Velour” (gośc. Snoop Dogg, E-40)                                    | —         | —         | —         | —         | The Lost Tapes                              |
| 2018 | „Done It Again” (gośc. Harley, Styliztik Jones, Cappadonna, Big Daddy Kane) | —         | —         | —         | —         | The Lost Tapes                              |

## Występy gościnne
| Rok  | Utwór | Wykonawca                       | Album                                           |
| ---- | --- | ------------------------------- | ----------------------------------------------- |
| 1995 | - „4th Chamber" - „Investigative Reports" | GZA                             | Liquid Swords                                   |
| 1995 | - „Striving for Perfection" - „Knuckleheadz" - „Criminology" - „Rainy Dayz" - „Guillotine (Swordz)" - „Can It Be All So Simple (Remix)" - „Shark Niggas (Biters)" - „Ice Water" - „Glaciers of Ice" - „Verbal Intercourse" - „Wisdom Body" - „Spot Rusherz" - „Ice Cream" - „Wu-Gambinos" - „Heaven & Hell" | Raekwon                         | Only Built 4 Cuban Linx…                        |
| 1995 | - „Brooklyn Zoo II (Tiger Crane)" | Ol’ Dirty Bastard               | Return to the 36 Chambers: The Dirty Version    |
| 1995 | - „Right Back to You" | Mobb Deep                       | The Infamous                                    |
| 1996 | - „Real Live Shit (Remix)" | Real Live                       | The Turnaround: A Long Awaited Drama            |
| 1996 | - „This Is for the Lover in You (Puffy Combs Remix)" | Babyface                        | This Is for the Lover in You                    |
| 1996 | - „Freek'n You" | Jodeci                          | Get on Up                                       |
| 1996 | - „Who’s the Champion" | Różni wykonawcy                 | The Great White Hype                            |
| 1997 | - „Rainy Dayz (Long Dirty Mix)" | Różni wykonawcy                 | Bring Da Ruckus: A Loud Story                   |
| 1997 | - „Soul in the Hole" | Różni wykonawcy                 | Soul in the Hole                                |
| 1997 | - „'97 Mentality" | Cappadonna                      | '97 Mentality (singel)                          |
| 1998 | - „Bobby Did It (Spanish Fly)" - „Holocaust (Silkworm)" | RZA                             | Bobby Digital in Stereo                         |
| 1998 | - „Wu-Blood Kin" | La the Darkman                  | Heist of the Century                            |
| 1998 | - „I Want You For Myself (Remix)" | Another Level                   | Another Level                                   |
| 1998 | - „Tha Game" | Pete Rock                       | Soul Survivor                                   |
| 1998 | - „Oh-Donna" | Cappadonna                      | The Pillage                                     |
| 1998 | - „Windpipe" | Różni wykonawcy                 | Belly                                           |
| 1999 | - „Run 4 Cover" | Method Man & Redman             | Blackout!                                       |
| 1999 | - „Bust a Slug (Remix)" | Wu-Syndicate                    | Bust a Slug (singel)                            |
| 1999 | - „Stand Up" | Charli Baltimore                | Cold as Ice                                     |
| 2000 | - „Ms. Fat Booty (Part II)" | Mos Def                         | Ms. Fat Booty (singel)                          |
| 2000 | - „Walkin’ Through the Darkness" | Różni wykonawcy                 | Ghost Dog: The Way of the Samurai               |
| 2000 | - „Cuban Linx 2000" | Ruff Endz                       | Love Crimes                                     |
| 2001 | - „Super Model" | Cappadonna                      | The Yin and the Yang                            |
| 2001 | - „Cream 2001" | DJ Clue                         | The Professional, Pt. 2                         |
| 2002 | - „Thrilla" | Cassius                         | Au Rêve                                         |
| 2002 | - „Outro" | DJ JS-One                       | Ground Original                                 |
| 2002 | - „Silent" | GZA                             | Legend of the Liquid Sword                      |
| 2002 | - „Saviorz Day" | Sunz of Man                     | Saviorz Day                                     |
| 2002 | - „Special Delivery (Remix)" | Różni wykonawcy                 | We Invented The Remix                           |
| 2002 | - „You (Remix)" | Tekitha                         | You (single)                                    |
| 2003 | - „Summertime" | Beyoncé Knowles                 | Baby Boy                                        |
| 2003 | - „Fast Cars" | RZA                             | Birth of a Prince                               |
| 2003 | - „Ooh Wee" | Mark Ronson                     | Here Comes the Fuzz                             |
| 2003 | - „Your Child (Remix)" | Mary J. Blidge                  | Love @ 1st Sight (singel)                       |
| 2003 | - „Missing Watch" - „Clientele Kidd" | Raekwon                         | The Lex Diamond Story                           |
| 2003 | - „Saian" | RZA                             | The World According to RZA                      |
| 2003 | - „Thank U (Da DJ’s Version)" | Mathematics                     | Love, Hell or Right                             |
| 2004 | - „On My Knees" | The 411                         | Between the Sheets                              |
| 2004 | - „I Gotta Get Paid" | Różni wykonawcy                 | Blade: Trinity                                  |
| 2004 | - „Face Off" | DJ Kayslay                      | Face Off / Harlem (singel)                      |
| 2004 | - „I Love Them (Remix)" | Eamon                           | I Love Them (singel)                            |
| 2004 | - „Tony Montana" | Cormega                         | Legal Hustle                                    |
| 2004 | - „Come On" | Cormega                         | Let It Go (singel)                              |
| 2004 | - „Cutting It Up" | Raekwon                         | Cutting It Up / Ice Water Anthem (singel)       |
| 2004 | - „Thorough" | Krumbsnatcha                    | Let the Truth Be Told                           |
| 2004 | - „Me, Myself And I (Grizzly Remix)" | Beyoncé Knowles                 | Me, Myself and I (singel)                       |
| 2004 | - „D.T.D" | Masta Killa                     | No Said Date                                    |
| 2004 | - „Tooken Back" | Jacki-O                         | Poe Little Rich Girl                            |
| 2004 | - „Live From The P.J.’s" | The X-Ecutioners                | Revolutions                                     |
| 2004 | - „Real Niggaz" | Planet Asia                     | The Grand Opening                               |
| 2004 | - „He Comes" | De La Soul                      | The Grind Date                                  |
| 2004 | - „Afterparty" | Method Man                      | Tical 0: The Prequel                            |
| 2004 | - „Shoulda Known Betta" | Case                            | Shoulda Known Betta (singel)                    |
| 2004 | - „Rain On Me (Remix)" - „Break Up 2 Make Up (Remix)" | Ashanti Douglas                 | The Rain (singel)                               |
| 2004 | - „Hot & Wet" | 112                             | The Rain (singel)                               |
| 2004 | - „Pornstar" | Apocalypse                      | Pornstar (singel)                               |
| 2005 | - „Again (Ghostface Killah Remix)" | Faith Evans                     | Mesmerized (singel)                             |
| 2005 | - „Hide Ya Face" | Prefuse 73                      | Surrounded by Silence                           |
| 2005 | - „HideYaFace (El-P Mix)" - „HideYaFace (Shaolin Finale)" | Prefuse 73                      | HideYaFace (singel)                             |
| 2005 | - „The Death Comes" | YOR123 & Skandaali              | Round The World                                 |
| 2005 | - „Milk 'Em" | Symbolyc One / Illmind          | The Art Of Onemind                              |
| 2005 | - „Back In The Air" | Ol’ Dirty Bastard               | A Son Unique                                    |
| 2005 | - „The Mask" | Danger Doom                     | The Mouse and the Mask                          |
| 2005 | - „Live Hot 97 Freestyle" | Timbo King                      | Throw Black Series 3 & 4                        |
| 2005 | - „Real Nillaz" - „Strawberries & Cream" - „U.S.A." | Mathematics                     | The Problem                                     |
| 2005 | - „New York" | AZ                              | A.W.O.L.                                        |
| 2005 | - „Made Of Glass And Stone" | Ricci Rucker                    | Ghost The Amazing (singel)                      |
| 2005 | - „Movie Niggas" | Sheek Louch                     | After Taxes                                     |
| 2006 | - „Belt Holders" - „Dj Riddler Blend" | Raekwon                         | The Vatican: Vol. 1 Mixtape                     |
| 2006 | - „It’s What It Is" | Masta Killa                     | Made in Brooklyn                                |
| 2006 | - „Crambodia" | Plastic Little                  | She’s Mature                                    |
| 2006 | - „Weight" | Swollen Members                 | Black Magic                                     |
| 2006 | - „The Roosevelts" | Muro                            | Tokyo Tribe 2                                   |
| 2006 | - „You Know I’m No Good" | Amy Winehouse                   | Back to Black                                   |
| 2006 | - „Get Down Like That" | Ne-Yo                           | In My Own Words                                 |
| 2006 | - „You Loose" | Krumb Snatcha                   | You’ll See                                      |
| 2006 | - „Josephine" | Hi-Tek                          | Hi-Teknology²: The Chip                         |
| 2006 | - „Spray Paint & Ink Pens" | Lupe Fiasco                     | Muhammad Walks (nieoficjalne wydanie)           |
| 2006 | - „Clap For That" | Noel Gourdin                    | Clap For That (singel)                          |
| 2006 | - „Saviors Day" | Sunz of Man                     | The Old Testament                               |
| 2006 | - „Been Through" | M-1                             | Confidential                                    |
| 2006 | - „2K007" | Dan The Automator               | 2K7                                             |
| 2006 | - „Blow His Head Off" | Busta Rhymes / DJ Kayslay       | The Countdown To The Big Bang                   |
| 2006 | - „5 Deadly Venoms" | DJ Kayslay                      | DJ Kay Slay & Greg Street Present the Champions |
| 2007 | - „The Weeping Tiger" | Cilvaringz                      | I                                               |
| 2007 | - „My Piano" | Hi-Tek                          | Hi-Teknology³: Underground                      |
| 2007 | - „Back Like That (Remix)" - „Get Down Like That (Remix)" | Ne-Yo                           | In My Own Words (wersja japońska)\|             |
| 2007 | - „Shake It For Me" | Beanie Sigel                    | The Solution                                    |
| 2007 | - „Uncut" | Talib Kweli                     | Focus                                           |
| 2007 | - „Irreplaceable (Remix)" | Beyoncé Knowles                 | Irreplaceable                                   |
| 2007 | - „Star of the State" | Styles P                        | Super Gangster (Extraordinary Gentleman)        |
| 2007 | - „Black Hawk Down" | Joe Young                       | Gorilla Street Gang                             |
| 2007 | - „Game" - „Game (Remix)" | Order                           | Disorderly Conduct                              |
| 2008 | - „I'll Be Lovin' U Long Time (Remix)" | Mariah Carey                    | I’ll Be Lovin’ U Long Time (single)             |
| 2008 | - „Trials of Life" | Prodigy                         | From The Beast                                  |
| 2008 | - „Clothes Off Street Remix" | Reef the Lost Cauze             | Long Live The Cauze 2                           |
| 2009 | - „Cartel Gathering" | Jadakiss                        | The Last Kiss                                   |
| 2009 | - „The Mayor" | N.A.S.A.                        | The Spirit Of Apollo                            |
| 2009 | - „Whar" | RZA                             | The RZA Presents: Afro Samurai Resurrection OST |
| 2009 | - „Word Up" | MSTRKRFT                        | Fist of God                                     |
| 2009 | - „Train Trussle" | U-God                           | Dopium                                          |
| 2009 | - „Respectfully" - „Live Nigga Night Out" | Trife Diesel                    |                                                 |
| 2009 | - „New York" | Paloma Faith                    | New York (single)                               |
| 2009 | - „House of Flying Daggers" - „Cold Outside" - „Gihad" - „New Wu" - „Penitentiary" - „10 Bricks" - „Mean Streets" - „The Badlands" | Raekwon                         | Only Built 4 Cuban Linx… Pt. II                 |
| 2009 | - „El Nur" | Soulico                         | Exotic On The Speaker                           |
| 2009 | - „Intro" | Rah Digga                       | Everything Is A Story                           |
| 2009 | - „Boyfriend #2 (Remix)" | Pleasure P                      | The Essence Of RnB                              |
| 2009 | - „Chinatown Wars" | MF Doom                         | Chinatown Wars                                  |
| 2010 | - „See The Light" | DJ Kayslay                      | More Than Just A DJ                             |
| 2010 | - „Lose It (In the End)" | Mark Ronson / The Business Intl | Record Collection                               |
| 2011 | - „Silver Rings" - „Crane Style" - „Moleasses" | Raekwon                         | Shaolin vs. Wu-Tang                             |
| 2011 | - „Redemption Days" | Josh Osho                       | Redemption Days (single)                        |
| 2011 | - „Penny Hardaway" | The Cool Kids                   | When Fish Ride Bicycles                         |
| 2011 | - „World Wild" | Soulkast                        | Honoris Causa                                   |
| 2011 | - „Suffocated" | J-Love                          | Egoistical Maniac                               |
| 2011 | - „Shaolin Vs. White Lotus" | Wick-It The Instigator          | Grindhouse Basterds                             |
| 2012 | - „New God Flow" | GOOD Music                      | Cruel Summer                                    |
| 2012 | - „It May Be Glamour Life" | Childish Gambino                | R O Y A L T Y                                   |
| 2012 | - „The Cypher" | Snowgoons                       | Snowgoons Dynasty                               |
| 2012 | - „Unspoken" - „Flying Birds" - „Mighty" | Bomshot / Holocaust             | Warghosts: Tha Mixtape                          |
| 2013 | - „Savagely Attack" | Czarface                        | Czarface                                        |
| 2013 | - „Devotion to the Saints" | Killah Priest                   | The Psychic World of Walter Reed                |
| 2013 | - „Unorthodox" | Tony Touch                      | The Piece Maker 3: Return of the 50 MCs         |
| 2013 | - „Smoking Blood Drinking Fire" | Shyheim                         | The Bottom Of New York 3                        |
| 2013 | - „Space Cadet" | Flume                           | Flume                                           |
| 2013 | - „Glorified Excellence" | J-Love                          | Not Designed To Quit                            |
| 2013 | - „Batman & Robin" | True Master                     | Master Craftsman                                |
| 2013 | - „Four Horsemen" | Mathematics                     | The Answer                                      |
| 2014 | - „Eye For An Eye" | Mobb Deep                       | The Infamous Mobb Deep                          |
| 2014 | - „Sticks & Stones" | Morgan Zarate                   | Hyperdub 10.2                                   |
| 2014 | - „What You Get Now" | Aspects / Snowgoons             | Grind Over Matter                               |
| 2014 | - „90s Flow" | DJ Kayslay                      | Rhyme or Die                                    |
| 2015 | - „4 in the Morning" - „Revory (Wraith)” | Raekwon                         | Fly International Luxurious Art                 |